# Berea College

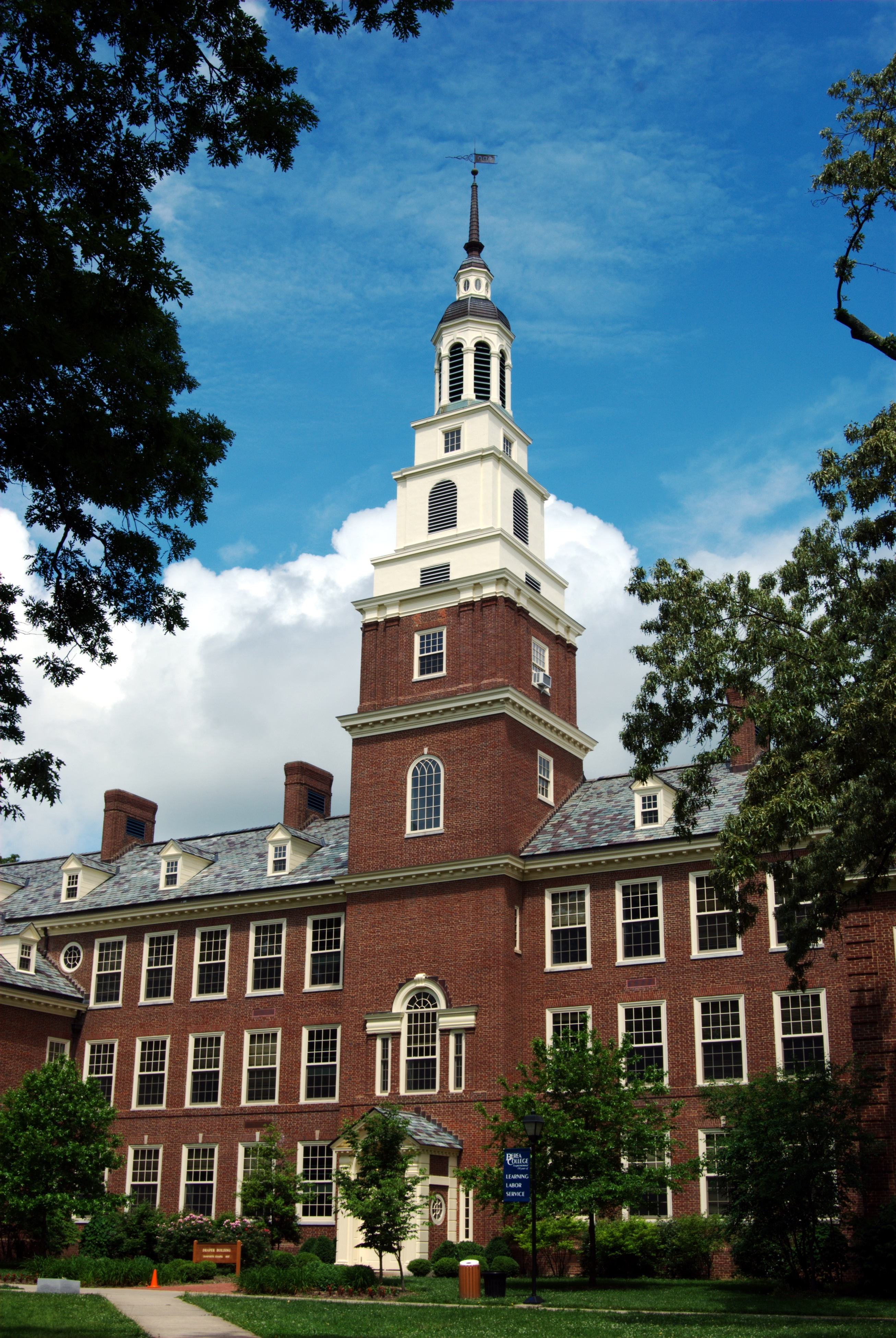
Draper Hall, Berea College

Het Berea College is een particulier werkcollege voor vrije kunsten, gelegen in Berea in de Amerikaanse staat Kentucky. Momenteel studeren er ongeveer 1500 studenten aan het college.
Het Berea College is een van de weinige instellingen in de Verenigde Staten die hoger onderwijs aanbiedt tegen relatief lage kosten, waardoor studenten uit gezinnen met een laag inkomen er kunnen studeren. Tevens was dit het eerste college in het zuiden van de Verenigde Staten dat zowel gemengd onderwijs als raciale integratie toepaste.

## Geschiedenis
Het college werd opgericht in 1855. In naleving van de abolitonistische principes van John Gregg Fee (1816-1901) liet het college al vanaf het begin naast blanke ook donkere studenten toe. Het college begon in een gebouw met slechts een enkel lokaal, dat tevens als kerk diende op zondag. In 1859 werden de leraren en John Gregg Free verdreven uit de school door voorstanders van de slavernij. Tijdens de Amerikaanse Burgeroorlog zamelde Fee geld in voor de school, en keerde naderhand terug om zijn werk voort te zetten. In 1873 werd de eerste bachelor uitgereikt door het college.
In 1904 kwam de wetgevende macht van Kentucky met een wet die gemengd onderwijs van blanken en Afro-Amerikanen verbood. Het college vocht deze wet aan bij de staatsrechter en het hooggerechtshof, maar verloor. Daarom werd de school noodgedwongen een gesegregeerd instituut, maar steunde wel de bouw van het Lincoln Institute vlak bij Louisville om onderwijs voor Afro-Amerikanen mogelijk te maken. In 1950 werd de wet teruggedraaid.
Het college had ook een middelbare school, maar deze werd in 1968 afgestoten.

## Achtergrond
Het Berea College biedt undergraduate academische programma’s aan op 28 verschillende gebieden. Studenten komen behalve uit de Verenigde Staten uit 60 andere landen. Ongeveer een op de drie studenten behoort tot een etnische minderheid.
Het college biedt alle studenten een studiebeurs. Hiervoor beschikt het college over een van de grootste geldreserves van alle Amerikaanse colleges: 800 miljoen dollar. Als een werkcollege heeft het Berea College een werkprogramma waarbij studenten 10 uur per week moeten werken op de campus.
Sinds 2014 is in het Berea College het bell hooks Institute gevestigd, dat het leven en het werk van professor en activiste bell hooks documenteert.

## Presidenten
|   | Naam                   | Jaren als president |
| - | ---------------------- | ------------------- |
| 1 | Edward Henry Fairchild | (1869–90)           |
| 2 | William B. Stewart     | (1890–93)           |
| 3 | William Goodell Frost  | (1893–1920)         |
| 4 | William J. Hutchins    | (1920–39)           |
| 5 | Francis Hutchins       | (1939–67)           |
| 6 | Willis Weatherford     | (1967–84)           |
| 7 | John B. Stephenson     | (1984–94)           |
| 8 | Larry Shinn            | (1994–Present)      |